# Elsa Rendschmidt
Elsa Helene Rendschmidt, gift Sander, född 11 januari 1886 i Berlin, död 9 oktober 1969 i Celle, Niedersachsen, var en tysk konståkare. Hon kom tvåa vid olympiska spelen 1908 i London i singeltävlingen för damer.